# ジャパン・ミリタリー・レビュー
ジャパン・ミリタリー・レビュー（Japan Military Review）は、1973年12月に設立された日本の出版社。月刊「軍事研究」の出版社として特定の固定顧客を有する。自衛隊の現況をはじめ、世界各国の軍事、政治、経済情勢を適確に把握、分析し、正確な情報を読者に届けることを目指している。